# Catocala cerogama
Catocala cerogama là một loài Catocalini thấy ở Bắc Mỹ.
Sải cánh khoảng 64 to 81 mm. Chúng có cánh trong có các dải màu vàng đậm, cánh trước thường có màu xám nâu.

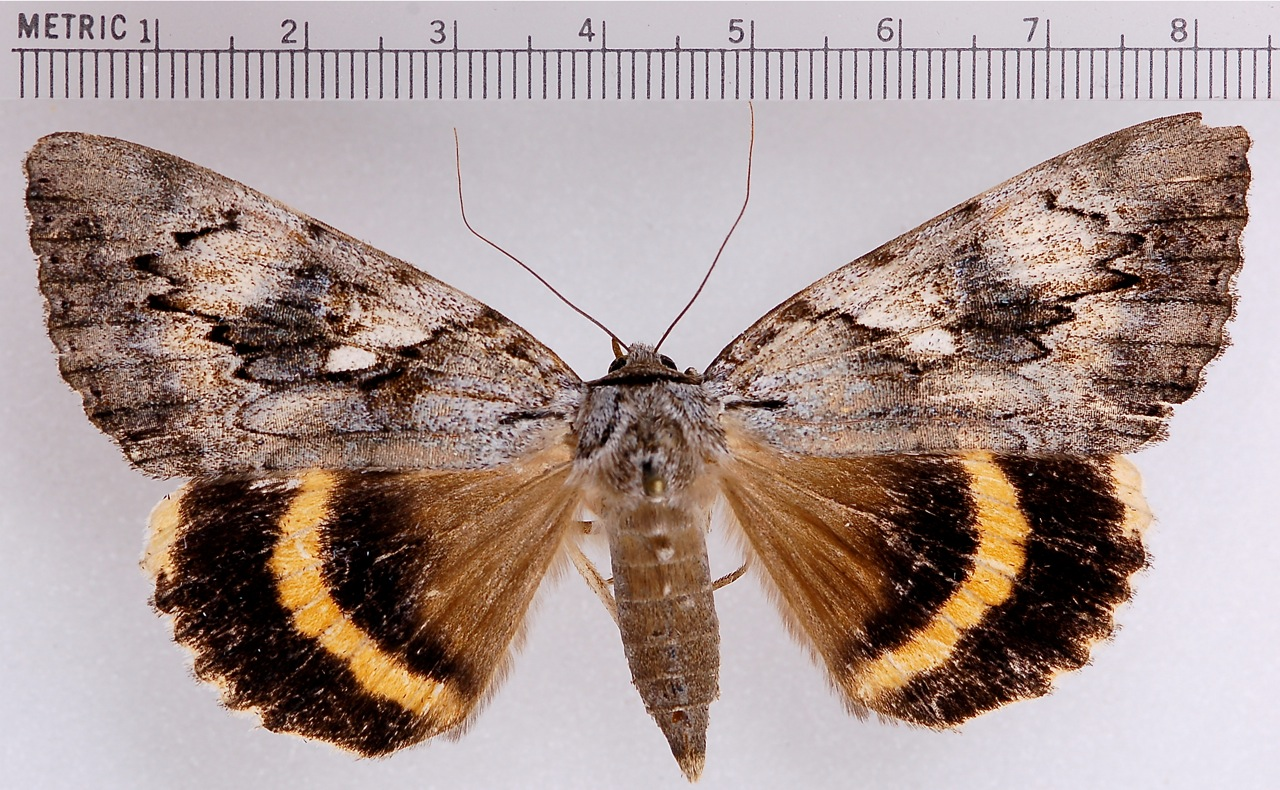
24 tháng 9 năm 2009, Myersville, MD.

Chúng phân bố về phía bắc đến Nova Scotia phía nam đến North Carolina, phía tây đến Manitoba, South Dakota và Missouri. Con trưởng thành bay between tháng 7 và tháng 10.
Ấu trùng ăn Tilia americana

## Hình ảnh
- Tập tin:Tập